# Presentaciones de Google
Presentaciones de Google (en inglés, Google Slides, anteriormente llamado Google Presentations) es un programa de presentación incluido como parte de un paquete informático de software gratuito basado en la web que ofrece Google dentro de su servicio Google Drive. Presentaciones de Google está disponible como aplicación web, aplicación móvil para Android, iOS, Windows, BlackBerry OS y como aplicación de escritorio en ChromeOS de Google. La aplicación es compatible con los formatos de archivo de Microsoft PowerPoint.

## Historia
En septiembre de 2007, Google lanzó un programa de presentación para G Suite, que se originó a partir de la adquisición de Tonic Systems por parte de la compañía el 17 de abril de 2007. En marzo de 2010, Google adquirió DocVerse, una empresa de colaboración de documentos en línea que permitía la colaboración en línea entre varios usuarios en Microsoft PowerPoint y otros formatos de documentos compatibles con Microsoft Office, como Word y Excel. Las mejoras basadas en DocVerse se anunciaron e implementaron en abril de 2010. En junio de 2012, Google adquirió Quickoffice, una suite de productividad patentada y gratuita para dispositivos móviles. En octubre de 2012, se lanzó una aplicación para Chrome, que proporcionó accesos directos a presentaciones en una nueva pestaña de Chrome.

## Plataformas
Presentaciones de Google permite a los usuarios crear y editar presentaciones en línea mientras colaboran con otros usuarios en tiempo real. El usuario realiza un seguimiento de las ediciones con un historial de revisión que rastrea los cambios en la presentación. La posición de cada editor se resalta con un color/cursor específico del editor y el sistema regula lo que los usuarios pueden hacer a través de diversos grados de permisos. Las actualizaciones han introducido funciones que utilizan el aprendizaje automático, incluyendo la función "Explorar", que ofrece diseños e imágenes sugeridos para presentaciones y la función "Elementos de acción", que permiten a los usuarios asignar tareas a otros usuarios.

Presentaciones de Google está disponible como una aplicación web compatible con los navegadores web Google Chrome, Mozilla Firefox, Internet Explorer, Microsoft Edge y Apple Safari. Los usuarios pueden acceder a las presentaciones, así como a otros archivos, a través del sitio web de Google Drive. En junio de 2014, Google lanzó una página de inicio de sitio web dedicada para Presentaciones de Google que solo contenía archivos creados con el paquete de Google Drive. En 2014, Google lanzó una aplicación móvil dedicada a Presentaciones de Google para los sistemas operativos móviles Android e iOS. En 2015, el sitio web para dispositivos móviles de Presentaciones de Google se actualizó con una interfaz "más simple y uniforme" y, aunque los usuarios pueden leer archivos a través de los sitios web para dispositivos móviles, los usuarios que intenten editar presentaciones serán redirigidos a la aplicación móvil, lo que evitará la edición en la web portátil.

## Características

### Edición

#### Historial de colaboración y revisión
Presentaciones de Google sirve como una herramienta colaborativa para la edición cooperativa de presentaciones en tiempo real. Las presentaciones pueden ser compartidas, abiertas y editadas por múltiples usuarios simultáneamente y los usuarios pueden ver los cambios diapositiva por diapositiva y carácter por carácter a medida que otros colaboradores realizan ediciones. Los cambios se guardan automáticamente en los servidores de Google y se guarda automáticamente un historial de revisión y los usuarios tienen la opción de volver a las versiones anteriores.
El estado actual de un editor se representa con un color/cursor específico del editor, por lo que si otro editor está viendo la misma diapositiva, puede ver las ediciones a medida que ocurren. Una función de chat en la barra lateral permite a los colaboradores discutir las ediciones. El historial de revisión permite a los usuarios ver las adiciones realizadas a un documento, con cada autor distinguido por color. Solo se pueden comparar las revisiones adyacentes y los usuarios no pueden controlar la frecuencia con la que se guardan las revisiones. Los archivos se pueden exportar a la computadora local de un usuario en una variedad de formatos, incluidos HTML, .jpg y PDF. 

#### Explorar
Lanzado en septiembre de 2016, "Explore" proporciona una funcionalidad adicional al paquete de Google Drive a través del aprendizaje automático. En Presentaciones de Google, la función "Explorar" genera dinámicamente sugerencias de diseño basadas en el contenido de cada diapositiva. La función "Explorar" del paquete de Google Drive siguen al lanzamiento de una herramienta de investigación más básica que se introdujo originalmente en 2012.

#### Elementos de acción
En octubre de 2016, Google anunció la incorporación de la función "elementos de acción". Si un usuario escribe el nombre de una persona con la que se comparte la presentación en un comentario, el servicio asignará inteligentemente esa acción a la persona. Google afirma que esto facilitará que otros colaboradores vean quién es responsable de las tareas individuales. Cuando un usuario visita Hojas de cálculo de Google o cualquiera de las otras aplicaciones de Google Drive, cualquier archivo con tareas asignadas se resaltará con una insignia.

#### Complementos
En marzo de 2014, Google introdujo complementos que ofrece nuevas herramientas de desarrolladores externos para que agregan más funciones a Presentaciones de Google.

#### Edición sin conexión
Para ver y editar presentaciones sin conexión, los usuarios deben utilizar el navegador web Google Chrome. Una extensión de Chrome llamado Documentos de Google sin conexión, permite a los usuarios habilitar el soporte sin conexión para archivos de las presentaciones en el sitio web de Google Drive. Las aplicaciones de Android e iOS admiten de forma nativa la edición sin conexión.

### Archivos

#### Límites y formatos de archivo admitidos
Las presentaciones se pueden guardar como .ppt (si es más reciente que Microsoft Office 95), .pptx, .pptm, .pps, .ppsx, .ppsm, .pot, .potx y .potm. Los archivos de presentación de Presentaciones de Google son convertidos al formato .gslides y no pueden pesar más de 100 MB. Las imágenes insertadas no pueden pesar más de 50 MB y deben estar en formato .jpg, .png o .gif no animado.

### G Suite
La aplicación es de uso gratuito para las personas, pero también está disponible como parte del servicio G Suite centrado en la empresa de Google, que es una suscripción mensual que permite una funcionalidad adicional centrada para las empresas.

### Otras funcionalidades
Está disponible una sencilla herramienta de búsqueda y reemplazo al igual que los demás aplicaciones de la G Suite de Google Drive. Presentaciones de Google incluye una herramienta de portapapeles web que permite a los usuarios copiar y pegar contenido entre Presentaciones y otras aplicaciones de Google Drive. El portapapeles web también se puede usar para copiar y pegar contenido entre diferentes computadoras. Los elementos copiados se almacenan en los servidores de Google hasta por 30 días. Para la mayoría de los portapapeles, Presentaciones de Google también admite atajos de teclado, pero algunos navegadores y plataformas, solo te permitirán usar atajos de teclado.
Google ofrece una extensión para el navegador web Google Chrome llamada Edición de Office, que permite a los usuarios ver y editar archivos de PowerPoint y otros documentos de Microsoft Office en Google Chrome, a través de la aplicación Hojas de cálculo. La extensión se puede usar para abrir archivos de Office almacenados en la computadora usando Chrome, así como para abrir archivos de Office que se encuentran en la web (en forma de archivos adjuntos de correo electrónico, resultados de búsqueda web, etc.) sin tener que descargarlos. La extensión está instalada en Chrome OS de forma predeterminada.
Google Cloud Connect era un complemento para Microsoft Office 2003, 2007 y 2010 que podía almacenar y sincronizar automáticamente cualquier presentación de PowerPoint con Documentos de Google (antes del lanzamiento de Google Drive) en los formatos de Presentaciones de Google o Microsoft PowerPoint. La copia en línea se actualizaba automáticamente cada vez que se guardaba el documento de PowerPoint. Los documentos de PowerPoint pueden editarse sin conexión y sincronizarse más tarde cuando estén en línea. Google Cloud Connect mantuvo versiones de documentos anteriores y permitió que varios usuarios colaboraran trabajando en el mismo documento al mismo tiempo. Google Cloud Connect se suspendió el 30 de abril de 2013, ya que, según Google, Google Drive logra todas las tareas anteriores, "con mejores resultados".